# Écaussinnes-Lalaing
Écaussinnes-Lalaing is een dorp in de Belgische provincie Henegouwen en een deelgemeente van de Waalse stad Écaussinnes. Tot 1 januari 1977 was het een zelfstandige gemeente.

## Bezienswaardigheden
- De Sint-Aldegondiskerk (Église Sainte-Aldegonde) is een kerkgebouw dat bestaat uit een classicistisch deel van 1784 dat de toren, een deel van het schip en de zijbeuken omvat, en een gotisch deel van omstreeks 1516 dat het pseudotransept, het koor en de noordelijke sacristie omvat.
- De Sint-Annakapel (Chapelle Sainte-Anne) is een pijlerkapel van 1645.
- De Onze-Lieve-Vrouw van Liessekapel (Chapelle Notre-Dame de Liesse) is een betreedbare kapel die werd gebouwd in kalksteen, zandsteen en schist. Gesticht in de 2e helft van de 13e eeuw werd hij eind 16e eeuw herbouwd.
- De Moulin du Fief is een bovenslagmolen op de Sennette.
- Het Kasteel van Écaussinnes-Lalaing (le Château fort d'Écaussinnes-Lalaing) is een van oorsprong 12e-eeuwse burcht. Het huidige kasteel is van 1450 en bevat een museum.

## Natuur en landschap
Écaussinnes-Lalang ligt aan de Sennette. In diverse steengroeven, zoals de Carrières de Scoufflény, werd blauwe hardsteen en kalksteen gewonnen. Sporen van steenwinning zijn al vanaf 1366 bekend. Veel van deze groeven zijn gesloten, de Carrières de Scoufflény in 1984 terwijl in de jaren '60 van de 20e eeuw er nog duizenden mensen werkten. De groeve vulde zich met water. De hoogte aan de kerk bedraagt 98 meter.

## Demografische ontwikkeling
- Bronnen:NIS, Opm:1831 tot en met 1970=volkstellingen, 1976= inwoneraantal op 31 december

## Nabijgelegen kernen
Ecaussinnes-d'Enghien, Henripont, Feluy